# آنمیکه بس
آنمیکه بس (انگلیسی: Annemieke Bes؛ زادهٔ ۱۶ مارس ۱۹۷۸) قایقران قایق بادبانی اهل پادشاهی هلند است.